# Yémi Apithy
Yémi Geoffrey Apithy (Digione, 5 aprile 1989) è uno schermidore francese naturalizzato beninese, specializzato nella sciabola.
È stato il portabandiera del Benin durante la cerimonia di apertura delle Olimpiadi 2016 tenutesi a Rio de Janeiro.

## Palmarès
- Africani

Il Cairo 2014: argento nella sciabola.
Il Cairo 2015: argento nella sciabola.